# Кафыр-кала (Самарканд)
Кафыр-кала — развалины древнего согдийского замка и городка V—VIII веков, который находился у одноимённом городище окрестностях Самарканда, в 10 км к юго-востоку от Афрасиаба. Был одним из городских центров Согда. Он возведён на пахсовой платформе высотой около 4-х метров и не был защищён внешними стенами. От верхнего этажа замка, занимавшего его среднюю часть не сохранилось почти ничего. По данным археологов, согдийский замок демонстрирует стремление его строителей создать выразительный образ монументального центрического жилища, основанный на гармоническом и достаточно сложном сочетании объёмных форм.

## Галерея

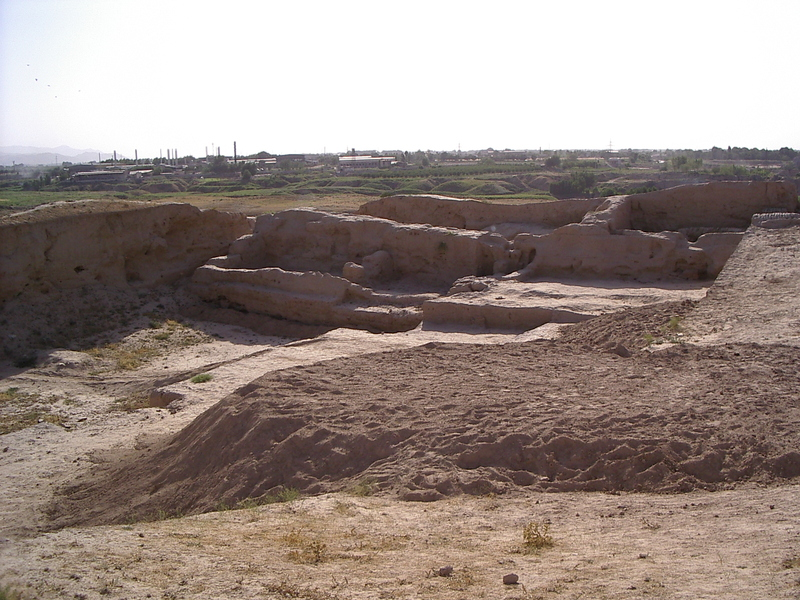
Руины Кафыр-кала
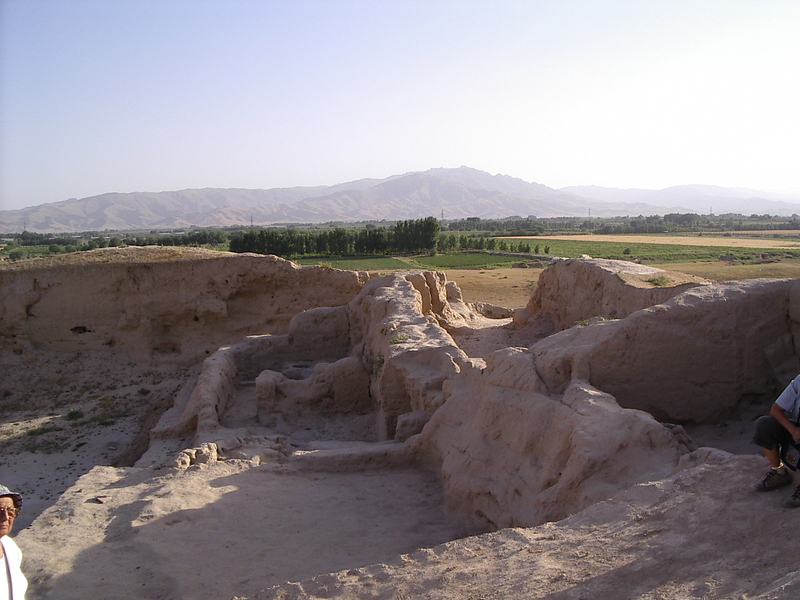
Руины Кафыр-кала
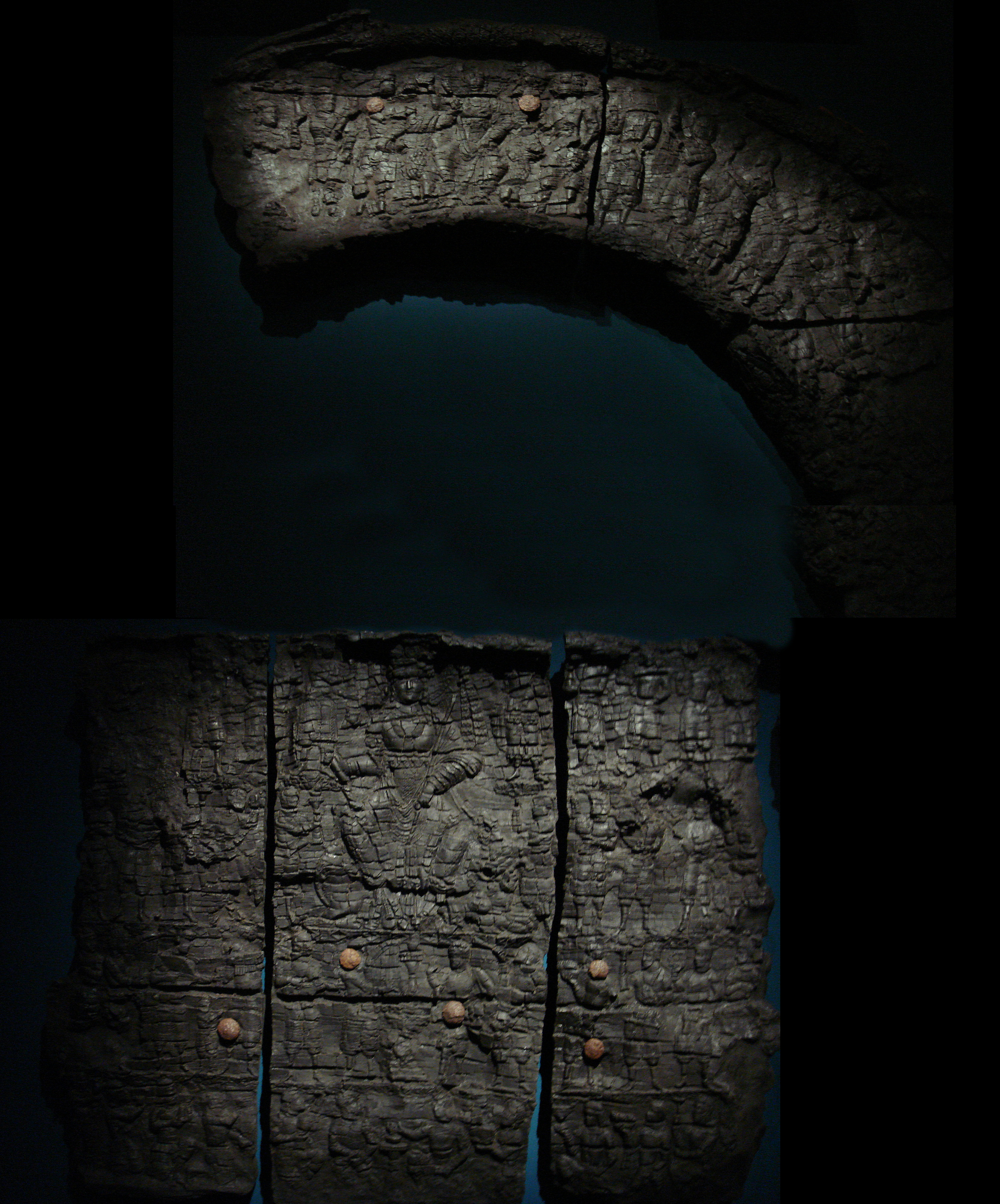
Обугленные деревянные ворота, украшенные богиней Наной и прихожанами. Кафыр-кала, Узбекистан, VI век н. э.
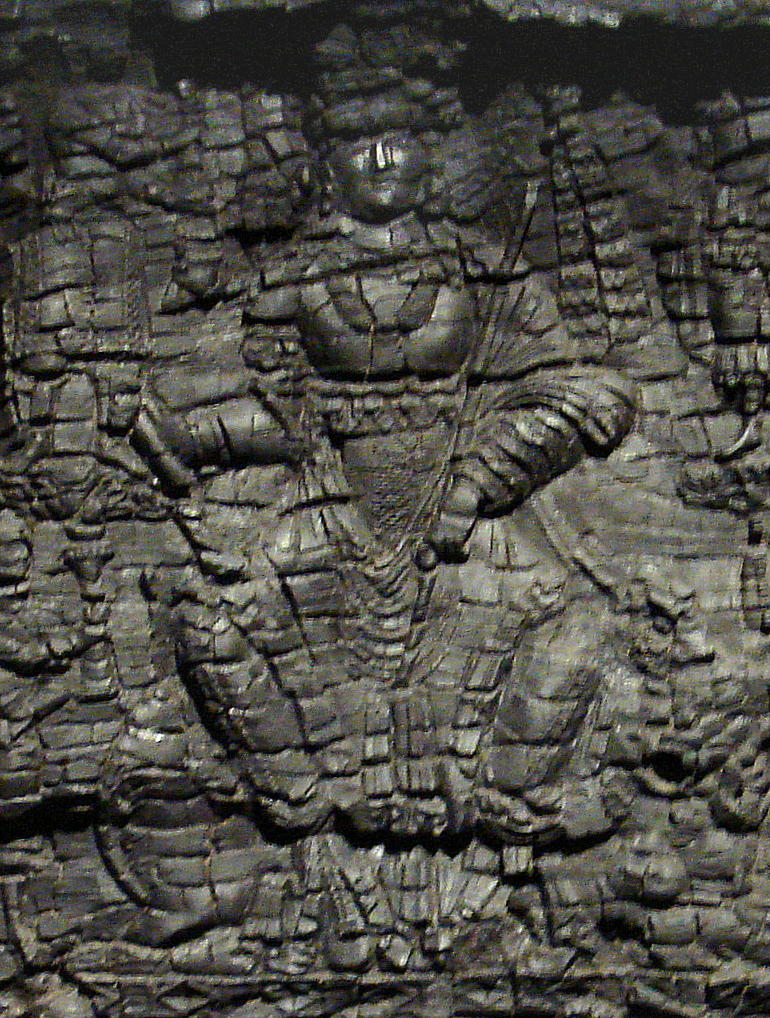
Богиня Нана, VI век н. э. Кафыр-кала, Узбекистан
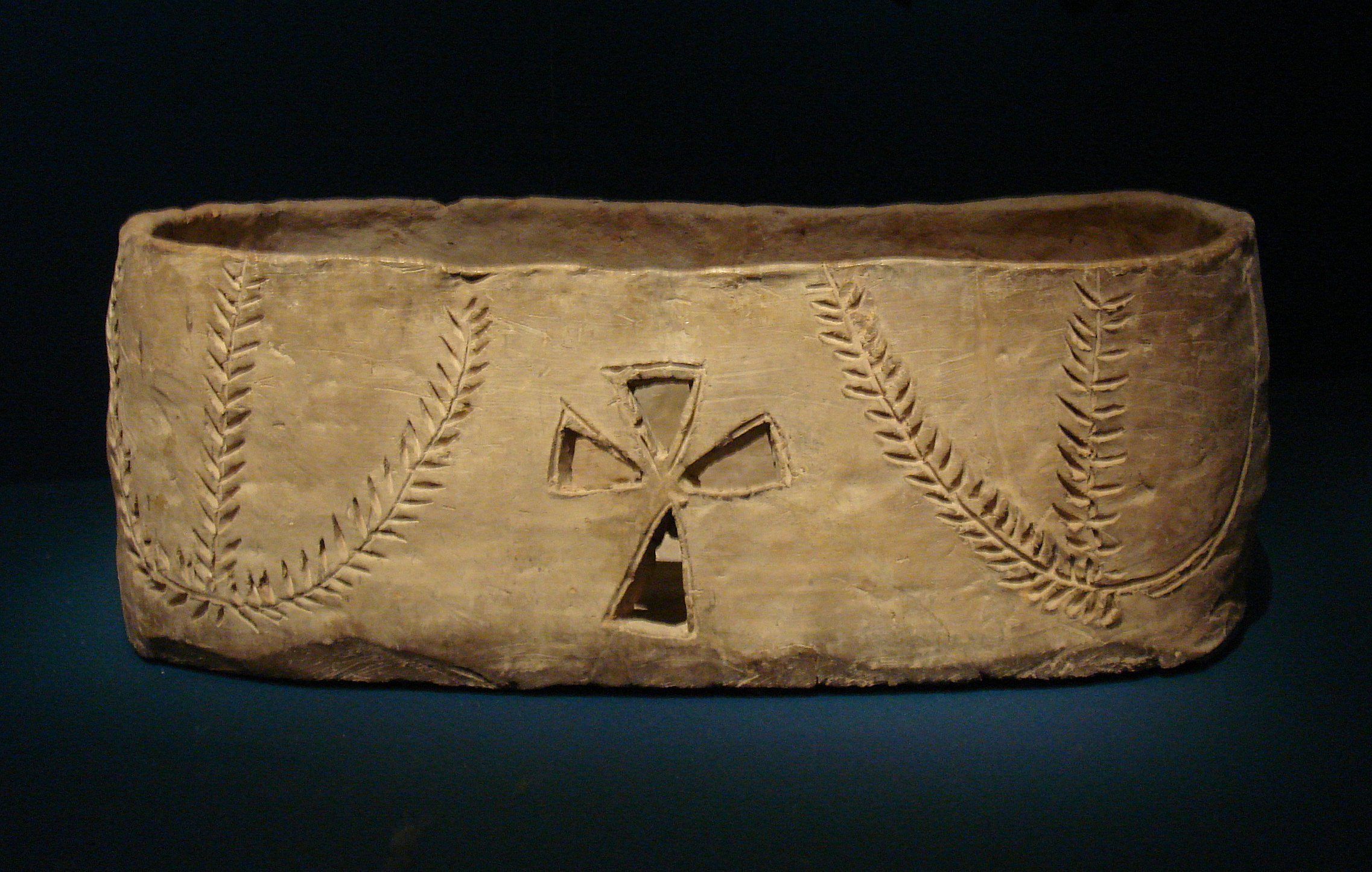
Зороастрийский оссуарий, VI-VII вв. н. э., Кафыр-кала, Узбекистан
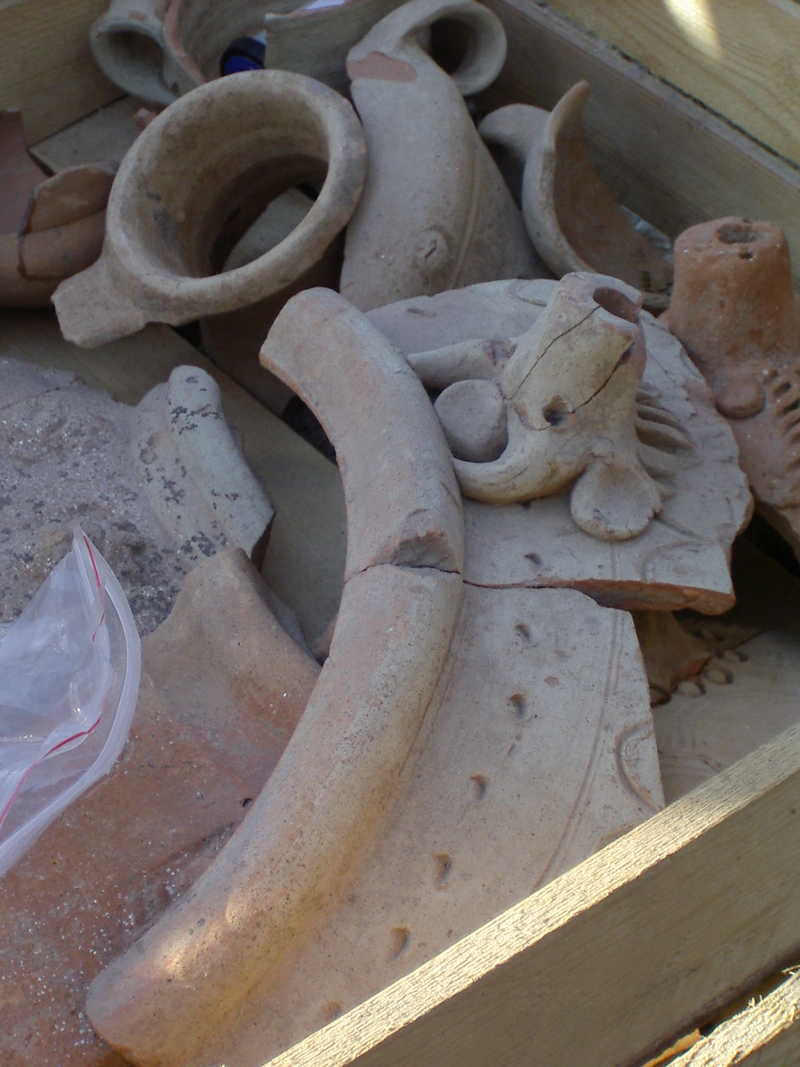
Керамические находки Кафыр-кала
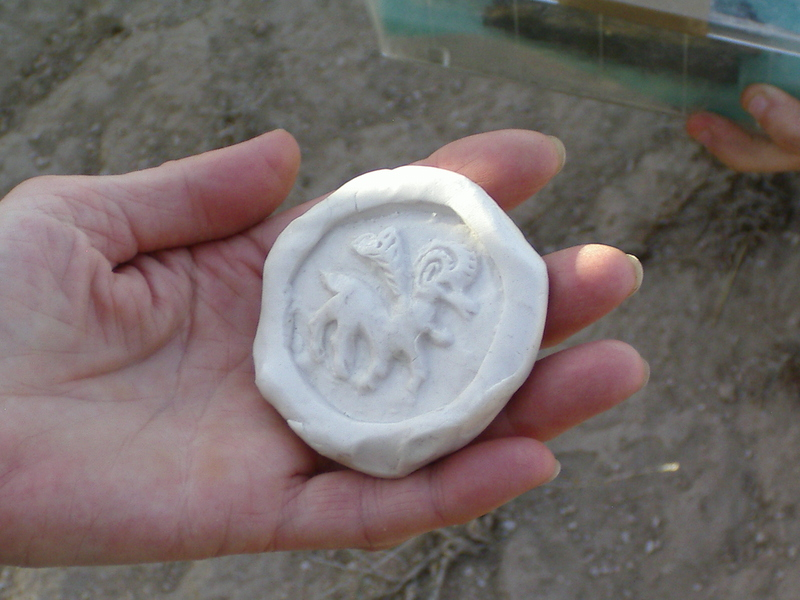
Находка (печать) Кафыр-кала
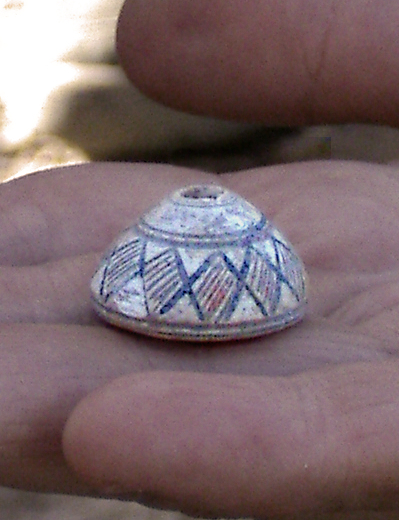
Миниатюрная керамика Кафыр-кала